# Bafing
Bafing je rijeka duga 500 km u Zapadnoj Africi, koja sutokom s rijekom Bakoye čini u daljnjem vodotoku rijeku Senegal. Na mande jezicima Bafing označava crnu rijeku dok Bakoye bijelu rijeku.
Bafing protječe kroz države Mali i Gvineja, te u dijelu svog toka čini međunarodnu granicu između te dvije države. Na rijeci 90 km uzvodno od grada Bafoulabé izgrađena je 1989. Manantali hidroelektrična brana koja čini najveće umjetno jezero u državi Mali, jezero Manantali.
Rijeka izvire u planinskom masivu Fouta Djallon, a kod grada Bafoulabé spaja se s rijekom Bakoy u rijeku Senegal.

## Vanjske poveznice
|  | Zajednički poslužitelj ima još gradiva o temi Bafing |